# Гаптичність

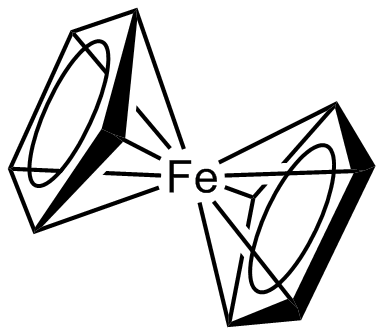
Фероцен містить два η^{5}-циклопентадієнільні ліганди

Гаптичність (англ. hapticity) — координування суміжних атомів у ліганді центральним металічним атомом у комплексних сполуках.
Символ гапто ηn використовується для позначення гаптичності при зв'язуванні вуглеводнів (агостичні взаємодії) та інших π-електронних систем з металами, де степінь n позначає кількість атомів ліганду, зв'язаних з центральним атомом.
Якщо ж центральний атом металу зв'заний з кількома несуміжними атомами, тоді мова йде про дентатність.

## Історія
Потреба у цій термінології з'явилася в середині 1950-х, коли за допомогою рентгеноструктурного аналізу була вперше описана структура «сендвічної сполуки», фероцену. Ф. А. Коттон запропонував термін «гаптичність», що походив від префіксу «гапто-» (від грец. haptein — «контакт» чи «комбінація»).
Історично значимі сполуки з гаптичними лігандами:
- фероцен, біс(η5-циклопентадієн)заліза.
- ураноцен, біс(η8−1,3,5,7-циклооктатетраєн)урану.
- W(CO)3(PPri3)2(η2-H2) — перша сполука синтетизована з молекулою водню H2 як ліганд.[4]
- IrCl(CO)[P(C6H5)3]2(η2-O2) — сполука, що містить молекулу кисню O2, і що оборотно формується при окисненні комплексу Васки (транс-карбонілхлоробіс(трифенілфосфін)іридію(I), з формулою IrCl(CO)[P(C6H5)3]2).

## Зміна гаптичності
Гаптичність ліганда може змінюватися протягом реакції. Наприклад, у наступній окисно-відновній реакції відбувається зміна від η6-бензену до η4-бензену:
Гаптичність може змінюватися і в ході реакції заміщення. У наступній реакції, η5-циклопентадієн змінюється до η3-циклопентадієну, звільнюючи місце у комплексі для додаткової пари електронів ліганду 'L'. Видалення однієї молекули CO та віддача двох електронів циклопентадієновим лігандом відновлює η5-циклопентадієн:
Так званий, інденіловий ефект описує зміну гаптичності ліганду в реакціях заміщення.

## Гатичність і дентатність
Необхідно розрізняти терміни «гаптичність» і «дентатність».
Дентатність: полідентатні ліганди координуються до атому металу через кілька несуміжних атомів. Тоді, використовується позначення κ («каппа») Наприклад, при координації 1,2-біс(дифенілфосфіно)етану до NiCl2 формується дихлоро[етан-1,2-діїлбіс(дифенілфосфан)-κ2P]|нікелю(ІІ).
Гаптичність: якщо атоми, що координуються, є суміжними використовується позначення η («ета»). Наприклад, в титаноцен дихлориді, дихлоробіс(η5−2,4-циклопентадієн-1-іл)титанію.

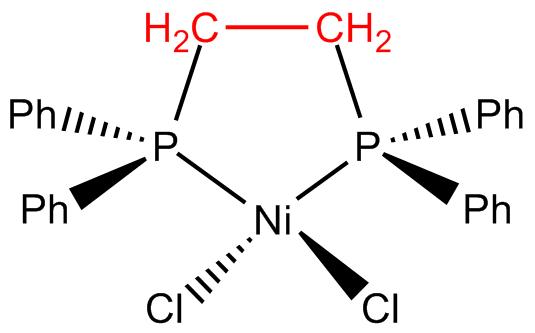
Термін «дентатність» використовується, наприклад, для дихлоро[етан-1,2-діїлбіс(діфенілфосфан)-κ2P]нікелю(ІІ)
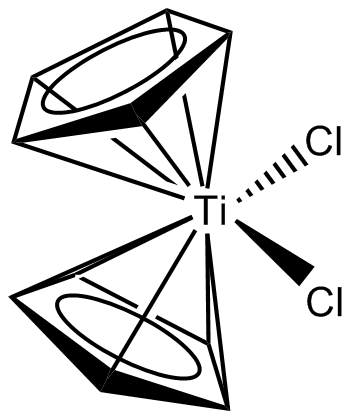
Термін «гаптичність» використовується, наприклад, для дихлоробіс(η5−2,4-циклопентадієн-1-іл)титанію

## Гаптичність і структуромінливість

Обертання лігандів у фероцені

Полігаптичні молекули є часто структуромінливими. Два типи мінливих структур є найбільш характерними для полігаптичних комплексів:
- Тип 1: коли гаптичність ліганду є нижчою від числа sp2-атомів карбону. У такому випадку, метал часто мігруватиме від одного карбону до іншого, зберігаючи при цьому ту ж гаптичність. Так атом заліза почергово зв'язується з кожним атомом карбону в η1-C5H5 ліганді в (η5-C5H5)Fe(η1-C5H5)(CO)2 комплексі.[8] Використовуючи термінологію органічної хімії, реакція є вироджена, і є прикладом сигматропного перегрупування. Подібним прикладом є біс(циклооктатетраєн)заліза, що містить кільця η4- і η6-C8H8.[9]
- Тип 2: коли комплекс містить циклічний полігаптичний ліганд максимальної гаптичності. Такі ліганди зазнають обертання. Відомим прикладом є фероцен, Fe(η5-C5H5)2,[10] в якому циклопентадієн має низький енергетичний бар'єр обертання.